# Nicole Holofcener
Nicole Holofcener, est une réalisatrice, scénariste et actrice américaine, née le 22 mars 1960 à New York.

## Biographie

### Jeunesse et débuts
Elle est la fille de la chef décoratrice Carol Holofcener et de l'artiste Lawrence Holofcener (poète, auteur, acteur, etc.). Ses parents divorcent lorsqu'elle a un an. À l'âge de 8 ans, sa mère se marie au producteur Charles H. Joffe et la famille part vivre à Hollywood. Comme son beau-père produit les films de Woody Allen, elle reste souvent sur les plateaux de tournage des films Woody et les Robots et Prends l'oseille et tire-toi. Charles H. Joffe lui offre son premier poste officiel : assistante de production sur Comédie érotique d'une nuit d'été de Woody Allen en 1982. Elle devient ensuite apprenti-monteuse pour Hannah et ses sœurs, toujours réalisé par Woody Allen.
Elle étudie ensuite à l'université Columbia et réalise des courts-métrages Angry (1991) et It's Richard I Love. Angry reçoit de bonnes critiques au Festival du film de Sundance.

### Entre le cinéma et la télévision
En 1996, elle fait ses débuts de réalisatrice avec le long-métrage Walking and Talking, dont elle est également scénariste. Catherine Keener, Anne Heche, Todd Field, Liev Schreiber et Kevin Corrigan sont à l'affiche de ce film. Grâce à ce succès critique et sa vision féminine moderne, elle réalise des épisodes de séries télévisées portées par des héroïnes fortes et indépendantes : Sex and the City ou encore Gilmore Girls. En 2001, elle écrite et réalise son deuxième film, Lovely and Amazing, avec Catherine Keener, Brenda Blethyn et Emily Mortimer. Nouveau succès critique, le film est également un joli succès au box-office.
Après deux épisodes de Six Feet Under, elle dirige son troisième film en 2006, Friends with Money avec Jennifer Aniston, Joan Cusack, Frances McDormand et toujours Catherine Keener. Présenté au Festival du film de Sundance de 2006, le film est notamment nommé à l'Independent Spirit Award du meilleur scénario. Son quatrième film en tant que scénariste/réalisatrice, La Beauté du geste (Please Give), sort en 2010, après avoir été présenté à la Berlinale 2010 et au Festival du film de TriBeCa. La réalisatrice y retrouve, aux côtés d'Oliver Platt, Rebecca Hall et Amanda Peet.
En 2011 , l'épisode pilote d'un projet de série qu'elle réalise, avec Anna Camp  dans le rôle principal, I Hate That I Love You, n'est pas retenu. Elle réalise néanmoins deux épisodes d'une éphémère série dramatique portée par Laura Dern, Enlightened. Elle réalise aussi quatre épisodes de  Parks and Recreation, répartis sur les saisons 3 à 6.
En 2013, alors que ces réalisations télévisuelles sont diffusées, elle défend son cinquième long-métrage : All About Albert, avec James Gandolfini, Toni Collette  et toujours Catherine Keener. Le film est en compétition officielle lors du Festival international du film de Toronto 2013 en septembre, quelques mois après le décès de James Gandolfini. Les critiques sont dithyrambiques. La même année, le cinéaste Brian De Palma déclare avoir « toujours » particulièrement apprécié son travail et l'avoir contactée pour le lui dire. Il trouve qu'elle a un côté « très Woody Allen dans son approche des femmes. »
En 2015, elle réalise un épisode de quatre séries télévisuelles construites autour de personnages de femmes : Togetherness, Unbreakable Kimmy Schmidt, Inside Amy Schumer et Orange Is the New Black. Parallèlement, elle officie aussi en tant que principale réalisatrice de la série One Mississippi (en), créée et interprétée par l'humoriste et actrice Tig Notaro. Les premiers épisodes sont diffusés sur Amazon début 2016.

## Filmographie

### Réalisatrice
- 1991 : Angry (court-métrage)
- 1996 : Walking and Talking
- 1998-2000 : Sex and the City (série télévisée) - 4 épisodes
- 1999 : Cold Feet : Amours et petits bonheurs (Cold Feet) (série télévisée) - plusieurs épisodes
- 2001 : Lovely and Amazing
- 2002 : Gilmore Girls (série télévisée) - Saison 2, épisode 11
- 2003-2004 : Six Feet Under (série télévisée) - Saison 3, épisode 7 / saison 4, épisode 11
- 2006 : Friends with Money
- 2009 : Bored to Death (série télévisée) - Saison 1, épisode 7
- 2010 : La Beauté du geste (Please Give)
- 2011 : I Hate That I Love You (épisode pilote)
- 2011-2013 : Enlightened (série télévisée) - 2 épisodes
- 2011-2013 : Parks and Recreation (série télévisée) - 3 épisodes
- 2013 : All About Albert (Enough Said)
- 2015 : Orange Is the New Black (série télévisée) - saison 3, épisode 5
- 2018 : Au pays des habitudes (The Land of Steady Habits)
- 2019 : Mrs. Fletcher (série télévisée) - épisode 1

### Scénariste
- 1993-1994 : Ready or Not (en) (série télévisée) - 5 épisodes
- 1996 : Walking and Talking d'elle-même
- 2001 : Lovely and Amazing d'elle-même
- 2006 : Friends with Money d'elle-même
- 2010 : La Beauté du geste (Please Give) d'elle-même
- 2013 : All About Albert d'elle-même
- 2014 : Every Secret Thing d'Amy Berg
- 2021 : Le Dernier Duel (The Last Duel) de Ridley Scott

### Actrice
- 1993 : Mi vida loca d'Allison Anders : Warden

## Distinctions
- Boston Society of Film Critics Awards 2013 : Meilleur scénario pour All About Albert
- EDA Awards 2013 : Meilleure réalisatrice, Meilleure femme scénariste pour All About Albert